# Кючюкчекмедже (станція)
40°59′19″ пн. ш. 28°46′23″ сх. д. / 40.988521819016° пн. ш. 28.772942067897° сх. д.
Кючюкчекмедже (тур. Küçükçekmece) — залізнична станція розташована на фракійській стороні Босфора, на межі мікрорайонів Фатіх та Дженнет, Кючюкчекмедже, Стамбул.
Станція, розташована на залізниці Стамбул-Сіркеджі-Пітіон, була побудована в рамках  Румелійської залізниці і введена в експлуатацію 22 липня 1872 року 

Перебудована TCDD з інфраструктурою електрифікації та знову введена в експлуатацію 4 грудня 1955 
, 
станція обслуговувала приміський поїзд B1 (Сіркеджі - Халкали) в 1955 — 2013 роках та була закрита 1 березня 2013 року в рамках будівництва Мармараю
,
була перебудована і знову введена в експлуатацію 12 березня 2019 року. 

Станція обслуговує приміські поїзди B1 (Халкали - Гебзе) оператора TCDD Taşımacılık.
Конструкція — наземна відкрита з однією острівною платформою.

## Пересадка
- Метробус
  - Сьог'ютлючешме - Бейлікдюзю
- Автобуси: 76, 76B, 76C, 76D, 76O, 76Y, 89F, 146
- Маршрутки:
  - Каяшехір - Ікителлі - Кючюкчекмедже,
  - Кючюкчекмедже - Депрем-конутлары,
  - Кючюкчекмедже - Хадимкьой,
  - Кючюкчекмедже - Каяшехір,
  - Кючюкчекмедже - Кирач,
  - Кючюкчекмедже - Орнек-махаллесі,
  - Кючюкчекмедже - Тевфік-Бей-махаллесі,
  - Кючюкчекмедже - Джихангір-махаллесі,
  - Кючюкчекмедже - ІНСА-Сітесі,
  - Кючюкчекмедже - Іхлас-Мармара-евлері,
  - Кючюкчекмедже - Бейликдюзю Топлу -конутлари,
  - Кючюкчекмедже - Авджилар - Балик-йолу,
  - Кючюкчекмедже - Балик-йолу,
  - Кючюкчекмедже - Харамідере,
  - Кючюкчекмедже - Балик-йолу - Кирач,
  - Кючюкчекмедже - Кирач 2,
  - Кючюкчекмедже - Деліклікая,
  - Кючюкчекмедже - Богазкьой,
  - Кючюкчекмедже - Караагач,
  - Кючюкчекмедже - Саадетдере-махаллесі - Кирач,
  - Кючюкчекмедже - Ерзурум-Конгрес-каддесі - Кирач

## Визначні місця
- Озеро Кючюкчекмедже
- Парк «Рибальський острів».
- Рибний ринок Кючюкчекмедже
- Стадіон Кючюкчекмедже-Метін-Октай

## Сервіс
| Попередня станція         | Лінія | Лінія    | Лінія | Наступна станція |
| ------------------------- | ----- | -------- | ----- | ---------------- |
| Мустафа Кемаль до Халкали |       | Мармарай |       | Флор'я до Гебзе  |